# Harestad skyttegille
Harestads Skyttegille är en av Göteborgsregionens största gevärsskytteföreningar och har sin verksamhet i Kärna strax utanför Kungälv. 
Klubben startade 1890 och har idag de tre gevärsdisciplinerna; luftgevär, korthåll och 6,5 mm (mauser). Sedan 1990 är 6,5 mm-verksamheten förlagd till Kungälvs kommuns gemensamma skjutbana för 6,5 mm i Svartedalen.
Skjutlokalen i Kärna var från början ett envåningshus som senare flyttades och lyftes så ett källarplan skapades. Idag finns klubbens luftgevärsbana i första planet. Strax intill är 50-metersbanan belägen där skjutgrenen korthåll håller till.